# 斯蒂芬·斯皮尔伯格
史蒂芬·阿倫·史匹柏，KBE（1946年12月18日—），生于美国辛辛那提市，犹太人，美國著名電影導演、編劇、電影製作人、慈善家，主要导演作品包括《侏罗纪公园》系列、《夺宝奇兵》（1981年）、《辛德勒的名单》（1993年）和《拯救大兵瑞恩》（1998年）等多部影史经典。除了電影，史蒂芬也執導拍攝電視劇，2002年的戰爭迷你劇《兄弟连》大獲好評，該片橫掃當年19項艾美獎的提名並奪得第54屆黃金時段艾美獎最佳迷你影集，又在第59屆金球獎拿下了最佳迷你剧/电视电影。
他有三部電影，包括《大白鯊》 （1975年） 、《E.T.外星人》 （1982年）與《侏羅紀公園》（1993年），曾打破票房紀錄，成為當時最賣座的電影。至今，史匹柏執導的電影收入在全球粗估逾85億美元。根據福布斯雜誌報導，史匹柏坐擁淨值31億美元的財產，是目前全世界最富有的电影制作人之一。
史蒂芬被認為是20世紀美國新浪潮運動的重要人物之一。2006年，首映杂志將史匹柏列為電影業中最有權威與影響力的人物。《時代》雜誌將他列入世紀百大最重要的人物的一員。20世紀末，《生活》雜誌將史匹柏命名為他同代中最有影響力的人物。

## 生平

### 早年
1946年12月18日，史匹柏出生於俄亥俄州辛辛那提市的正统猶太人家庭，祖父来自于乌克兰卡缅涅茨-波多利斯基，祖母来自于苏季尔基夫。。高中時，由於史匹柏的猶太人外表和血統，他被同學欺負，人們經常對史匹柏大喊：「骯髒的猶太人」。
少時他已對電影產生興趣。1965年中學畢業後，他进入加州州立大學長灘分校，修讀電影製作藝術學士。然而，在修讀期間，史匹柏在一些片場擔任兼職，由剪接做起一路轉為正式導演，进而辍学，因此直到成名多年後，於2002年才完成學位。另外，在1994年，他獲得了南加大的榮譽學位。

### 執導早期
在四十年的電影生涯中，史匹柏曾觸及多種主題與類型。史匹柏早期以拍攝科幻小說與冒險電影為主，其有時聚焦於兒童，被視為現代好萊塢大成本（Blockbuster）電影製作的典型。此時代表作有：《大白鯊》、《法櫃奇兵》、《E.T.外星人》、《侏羅紀公園》等。
史匹柏首部成名作是1975年的《大白鯊》，上映時在全球掀起一陣轟動，但衍生出的續集皆非其執導；1982年史匹柏開拍《E.T.外星人》，甫一上映已進佔票房榜第一位，高踞了六個星期，而外星人也因此片被冠以「E.T.」之稱。
而1993年《侏羅紀公園》則更是史匹柏執導生涯最成功之一部，不但打破個人執導生涯最高之票房紀錄，還是迄今個人所有作品中最賣座的影片。該片在上映後，曾在全球掀起一股恐龍熱潮。而在1997年，史匹柏拍攝了續集《侏羅紀公園：失落的世界》，但並未執導2001年的《侏羅紀公園3》。

### 執導後期
史匹柏後來的作品則開始將觸角延伸至猶太人大屠殺、奴隸制度、戰爭與恐怖主義等題材，比較突出的有《舒特拉的名單》、《雷霆救兵》。前者是關於二戰時猶太人大屠殺事件；後者則是關於二戰時的戰場事蹟。
史匹柏憑著此兩片進軍了奧斯卡，先於1993年藉《舒特拉的名單》榮獲奧斯卡最佳導演獎；1998年藉《雷霆救兵》獲同一獎項。

### 近年
2011年他創作了第一部动画，《丁丁歷險記》，无论在票房或口碑也获得空前成功，先被传媒誉为是「动画版夺宝奇兵」、「本世紀最成功的真人動畫」外，更在第69届金球奖首次勇夺最佳动画獎。
2013年5月他担任第66届戛纳电影节评委会主席。
2018年，執導美國作家恩斯特·克萊恩（Ernest Cline）的科幻小說作品改編的同名電影《一級玩家》，這部電影推出後在全球累積總票房為5.82億美元，成為2018年收入第八高的電影。其後在2021年執導改編自李奧納德·伯恩斯坦和史蒂芬·桑坦的音樂劇《西城故事》的同名電影，雖獲得媒體和影評家的佳評，但總票房為7601萬美元，相較於一億美金的成本屬於重度虧損。

## 个人生活

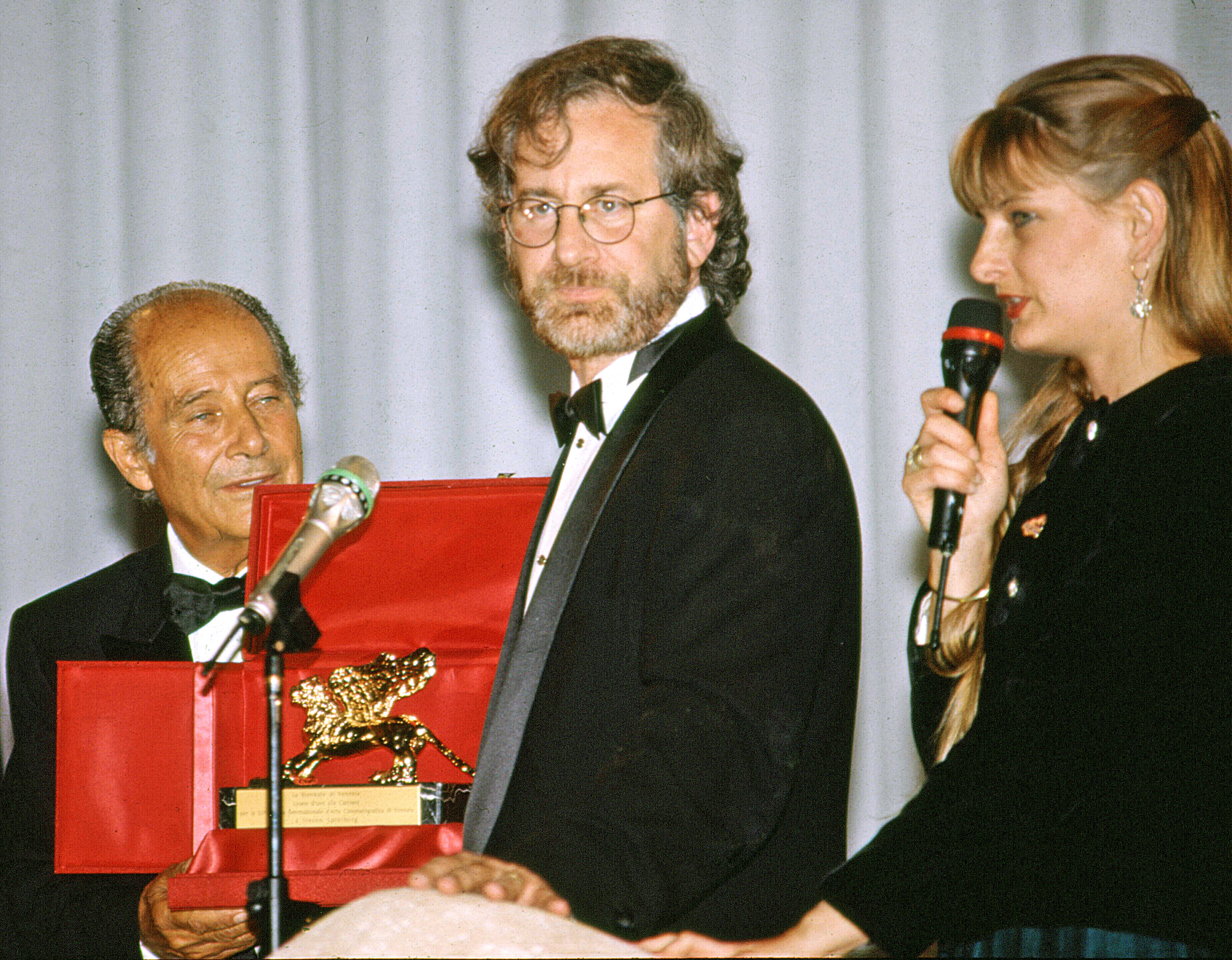

### 婚姻和子女
斯皮尔伯格的第一任妻子是女演员艾米·欧文，生有一子。斯皮尔伯格在拍摄《魔宮傳奇》时认识了第二任妻子凯特·卡普肖，并于1991年10月2日结婚。卡普肖成婚后转信犹太教。卡普肖在婚前有两个孩子，婚后又生育了4个孩子。

### 财富
《福布斯》杂志在2012年统计的斯皮尔伯格的个人财产总值为32亿美元。欧文在1989年和斯皮尔伯格离婚时分得1亿财产，是明星离婚案中第三多。

### 明星基金会
1991年，斯皮尔伯格和Randy Aduana成立了明星（Starbright）基金会，宗旨是通过科技来改善患病儿童的生活，资助的项目集中于娱乐和教育方面。在2002年，该基金会于星光基金会合并成为现在的星光儿童基金会。

### 荣誉
2002年，斯皮尔伯格在盐湖城的冬奥会开幕式上成为8名举起奥运会会旗的旗手之一。2006年，《首映》杂志将其选为电影业中最有权力和影响力的人物之一。《时代周刊》也将其列入“时代100人：本世纪最重要的人物”中。《生活》杂志在20世纪末也将其列入他那一代最有影响力的人物中。2009年，波士顿大学授予他荣誉博士（L.H.D.）。2016年，哈佛大學授予榮譽博士（D.A.）。

## 影片年表

### 導演
- 1971年：
  - 《神探可倫坡》
  - 《飛輪喋血（英语：Duel (1971 film)）》
- 1974年：《橫衝直撞大逃亡》
- 1975年：《大白鯊》
- 1977年：《第三類接觸》
- 1979年：《一九四一》
- 1981年：《印第安納瓊斯：法櫃奇兵》
- 1982年：《E.T.外星人》
- 1984年：《印第安納瓊斯：魔宮傳奇》
- 1985年：《紫色》
- 1987年：《太陽帝國》
- 1989年：
  - 《印第安納瓊斯：聖戰奇兵》
  - 《直到永遠（英语：Always (1989 film)）》
- 1990年：《虎克船長》
- 1993年：
  - 《侏羅紀公園》
  - 《辛德勒的名單》
- 1997年：
  - 《侏羅紀公園：失落的世界》
  - 《勇者無懼》
- 1998年：《拯救大兵瑞恩》
- 2001年：《A.I.人工智慧》
- 2002年：
  - 《神鬼交鋒》
  - 《少数派报告》
- 2004年：《航站情緣》
- 2005年：
  - 《世界大戰》
  - 《慕尼黑》
- 2008年：《印地安納瓊斯：水晶骷髏王國》
- 2011年：
  - 《戰馬》
  - 《丁丁歷險記》
- 2012年：《林肯》
- 2015年：《間諜橋》
- 2016年：《吹夢巨人》
- 2017年：《郵報：密戰》
- 2018年：《一級玩家》
- 2021年：《西城故事》
- 2022年：《法貝爾曼》

### 監製
- 1982年：《鬼驅人》
- 1984年：《小魔怪》
- 1985年：《回到未來》
- 1985年：《Young Sherlock Holmes》中譯：少年福爾摩斯
- 1986年：《鬼驅人II／鬼哭神嚎II》
- 1988年：《鬼驅人III／鬼哭神嚎III》
- 1989年：《回到未來II》
- 1990年：《小魔怪續集》
- 1991年：《回到未來III》
- 1995年：《雪地靈犬》
- 2011年：《超級8》
- 2007年-2014年：《變形金剛》系列電影
- 2011年：《铁甲钢拳》電影
- 2014年：《美味不設限》
- 2015年：《侏羅紀世界》
- 2023年：
  - 《印第安納瓊斯：命運輪盤》
  - 《紫色》
  - 《音乐大师》

## 獎項年表
- 1986年：美国影艺学院欧文塔尔波格成就奖
- 1993年：《辛德勒的名單》獲奧斯卡金像獎 最佳導演獎
- 1995年：美国电影学会颁发的终身成就奖
- 1998年：《搶救雷恩大兵》獲奧斯卡金像獎 最佳導演獎
- 2009年：金球獎終身成就獎

## 外部連結
- 中的“斯蒂芬·斯皮尔伯格”
- 斯蒂芬·斯皮尔伯格在互联网电影资料库（IMDb）上的資料（英文）
- TCM电影资料库上斯蒂芬·斯皮尔伯格的资料（英文）
- 斯蒂芬·斯皮尔伯格在豆瓣上的资料（简体中文）
- 在AllMovie上斯蒂芬·斯皮尔伯格的頁面（英文）
- 夢工廠官方網站
- 時代 100：史蒂芬·史匹柏 （页面存档备份，存于）